# Eroessa
Eroessa is een monotypisch geslacht van de vlinders uit de familie van de witjes (Pieridae).
De wetenschappelijke naam van het geslacht werd in 1847 gepubliceerd door Edward Doubleday.

## Soort
- Eroessa chiliensis (Guérin-Méneville, 1830)